# Bělá nad Radbuzou

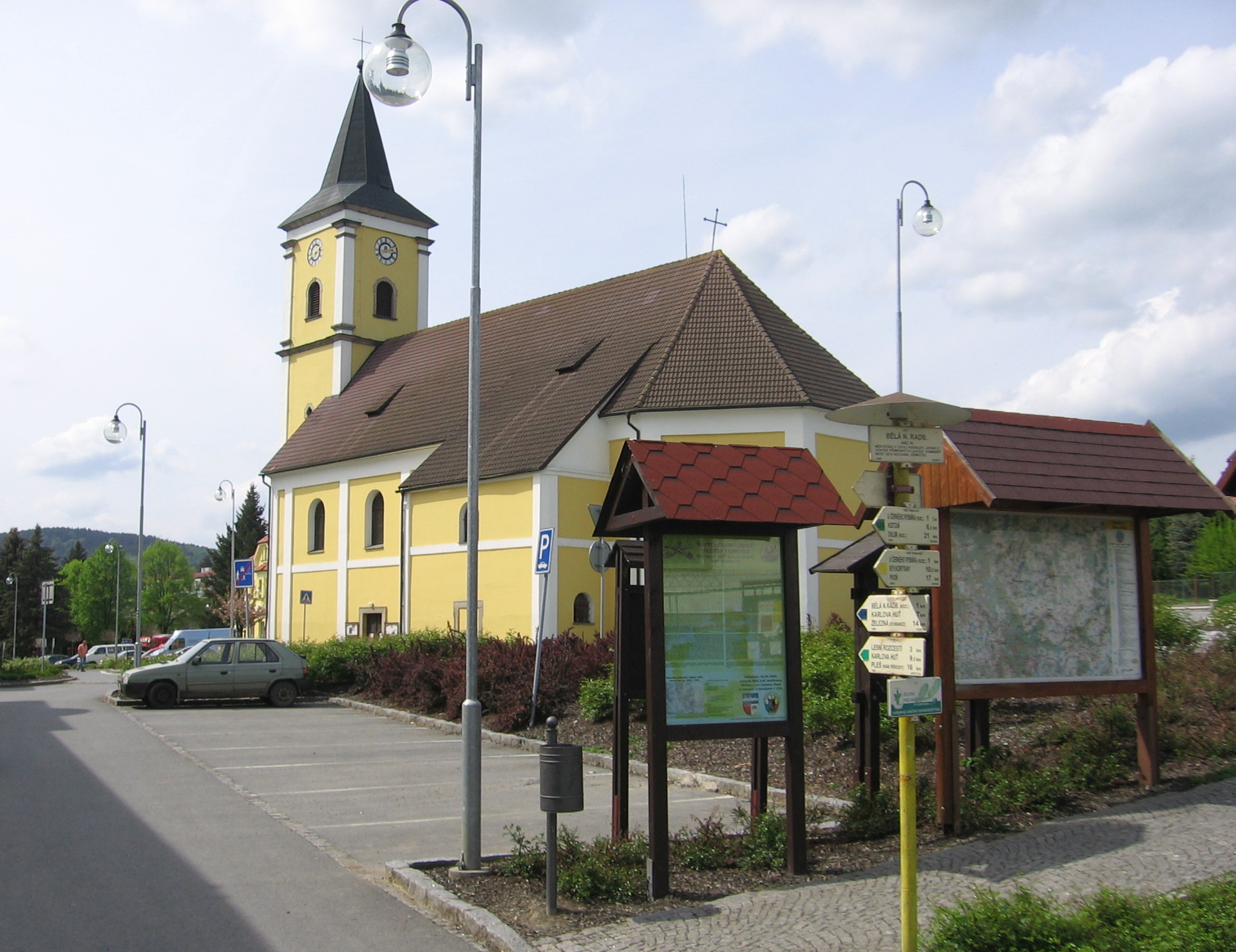
Kirche in Bělá nad Radbuzou

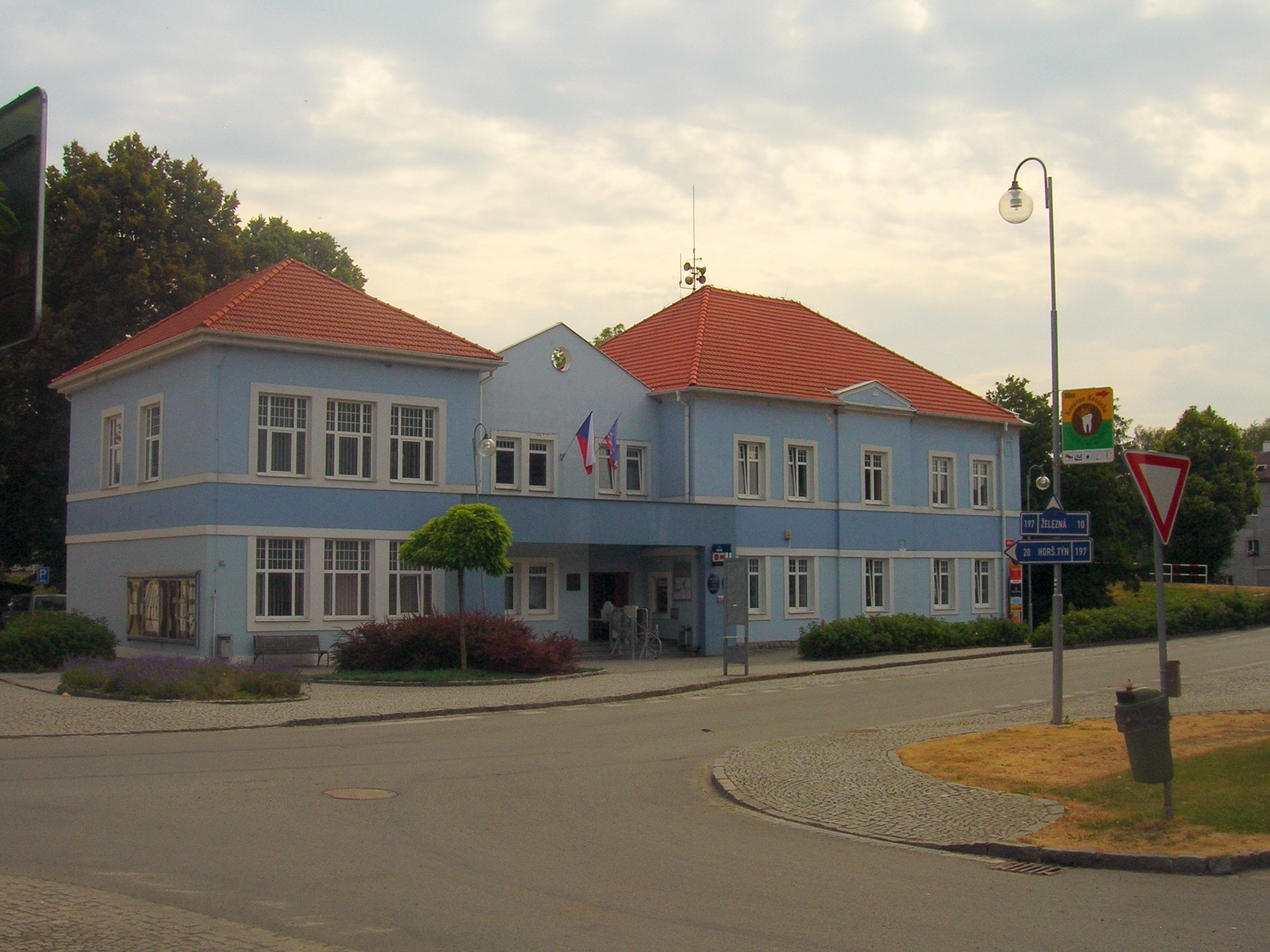
Rathaus in Bělá nad Radbuzou

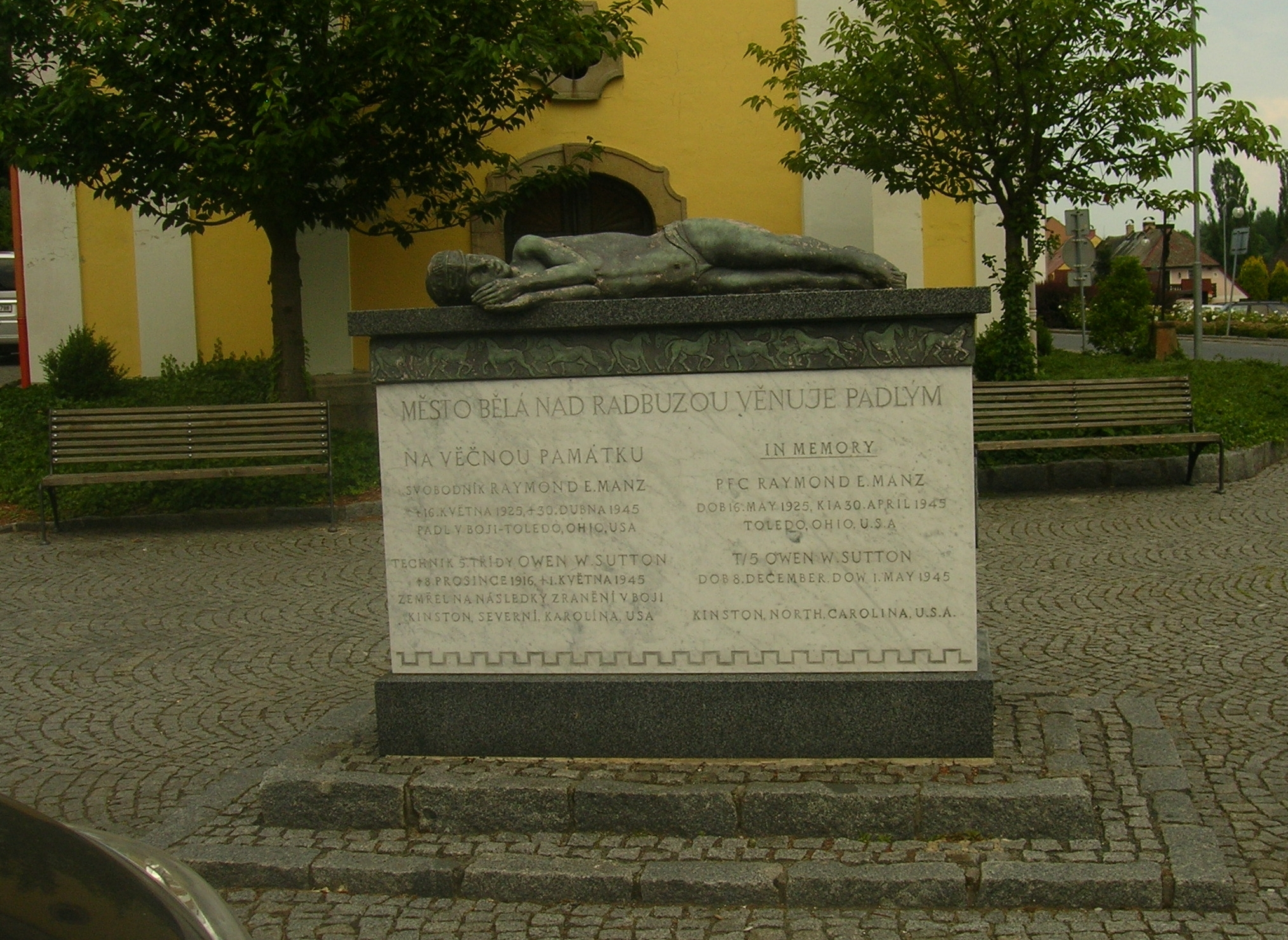
Denkmal für den Zweiten Weltkrieg

Bělá nad Radbuzou (deutsch Weißensulz) ist eine Stadt im Plzeňský kraj (Region Pilsen) in Tschechien. Sie liegt an der Mündung des Bezděkovský potok (Pössigkauer Bach) in die Radbuza (Radbusa) im Westen Böhmens, etwa zehn Kilometer östlich des bayerischen Marktes Eslarn und gehört dem Okres Domažlice (Bezirk Taus) an. Im Ortsteil Železná (Eisendorf) befindet sich ein Grenzübergang nach Eslarn.

## Nachbargemeinden
Die Nachbargemeinden (im Uhrzeigersinn) sind: Třemešné (Zemschen), Stráž (Neustadtl), Hostouň (Hostau), Mutěnín (Muttersdorf), Rybník (Waier), Stadlern, Schönsee und Eslarn.
| Eslarn 16 km   | Třemešné (Zemschen) 5 km                    | Stráž (Neustadtl) 12 km     |
| Schönsee 24 km | Kompassrose, die auf Nachbargemeinden zeigt | Hostouň (Hostau) 8 km       |
| Stadlern 31 km | Rybník (Waier) 13 km                        | Mutěnín (Muttersdorf) 10 km |

## Geschichte
Der erste Bericht über den Ort findet sich in der Chronica Boemorum des Cosmas von Prag, in welcher zu lesen ist, dass Herzog Vladislav I. im Jahre 1121 bei Bela eine deutsche Burg zerstören ließ. Bela war eine Siedlung der Choden an der Landesgrenze zum Nordgau (Bayern) und hatte bedeutende Privilegien als Grenzwächter. Seit dem 14. Jahrhundert erfolgte verstärkt der Zuzug deutschsprachiger Neusiedler und der Name Weißensulz entstand.
Durch den Ort führt die Bahnlinie Domažlice (Taus)–Tachov (Tachau)–Planá u Mariánských Lázní (Plan bei Marienbad). Verwaltungstechnisch bildete Bělá nad Radbuzou (Weißensulz) ab der Mitte des 19. Jahrhunderts eine Gemeinde im Gerichtsbezirk Hostau bzw. im Bezirk Bischofteinitz. Im Jahre 1875 wurde die Gemeinde zum Marktflecken erhoben. Die über die Radbuza (Rabusa) führende untere Brücke ist eine Nachbildung der Prager Karlsbrücke mit Heiligenfiguren.
1839 hatte Weißensulz 175 Häuser mit 1449 Einwohnern. Die erste Gemeindevorsteherwahl fand im Jahre 1850 statt, wobei Andreas Martinka zum Gemeindeoberhaupt gewählt wurde. Unter ihm begann der sog. Waldprozess, der zwar in der ersten Instanz verlorenging, aber nach einer Audienz des Vorstehers Martinka bei Kaiser Franz Josef I. im Jahre 1867 wieder aufgenommen und 1870 gewonnen wurde. Er brachte der Gemeinde Weißensulz einen Genossenschaftswald im Ausmaß von 315 Joch bzw. 182 ha ein. Martinka erreichte auch, dass Weißensulz ein Postamt erhielt, und wurde dessen erster Postmeister. 1878 wurde die Volksschule dreiklassig. 1875 wurde die Gemeinde zum Markt erhoben und es konnten vier Jahrmärkte erkämpft werden. Zwischen 1892 und 1895 wurde das neue, fünfklassige Volksschulgebäude (Nr. 28) vollendet.
Bělá nad Radbuzou (Weißensulz) gehörte bis zum Ende des Ersten Weltkriegs 1918 zum Königreich Böhmen als Teil Österreich-Ungarns. Nach dem Zerfall der Doppelmonarchie gehörte es zur Tschechoslowakei. Im Münchner Abkommen wurde der Ort dem Deutschen Reich zugeschlagen und gehörte bis 1945 zum Landkreis Bischofteinitz im sogenannten Sudetenland.
Im Zweiten Weltkrieg verhinderte der Bürgermeister Ferdinand Wild eine Sprengung dieses Kulturdenkmals. Die Firmengruppe der Familien Wild, seit 1648 in Eisendorf und Weißensulz ansässig, ein Unternehmen für Stickerei- und Spitzenerzeugnisse zählte nach der Weltausstellung 1873 in Wien Fürsten- und Königshäuser zu ihren Kunden. Im Jahre 1945 wurde, auf der Basis der Beneš-Dekrete mit den deutschen Bewohnern des Ortes auch die Familie Wild enteignet und  vertrieben. Im badischen Boxberg in Westdeutschland gelang ein Neuanfang der Produktion.

## Gemeindegliederung
Die Stadt Bělá nad Radbuzou (Weißensulz) besteht aus den Ortsteilen Bělá nad Radbuzou (Weißensulz), Bystřice (Wistersitz), Čečín (Zetschin), Černá Hora (Tschernahora), Doubravka (Dobraken), Hleďsebe (Siehdichfür), Karlova Huť (Karlbachhütte), Nový Dvůr (Neuhof), Pleš (Plöß), Smolov (Schmolau), Újezd Svatého Kříže (Heiligenkreuz b. Weißensulz) und Železná (Eisendorf).
Grundsiedlungseinheiten sind Bělá nad Radbuzou (Weißensulz), Bystřice (Wistersitz), Čečín (Zetschin), Černá Hora (Tschernahora), Doubravka (Dobraken), Karlova Huť (Karlbachhütte), Nový Dvůr (Neuhof), Pleš (Plöß), Smolov (Schmolau), Újezd Svatého Kříže (Heiligenkreuz b. Weißensulz).
Das Stadtgebiet gliedert sich in die Katastralbezirke Bělá nad Radbuzou, Bystřice u Bělé nad Radbuzou, Čečín, Černá Hora u Bělé nad Radbuzou, Doubravka u Bělé nad Radbuzou, Pleš, Smolov, Újezd Svatého Kříže und Železná u Smolova.
Auf den Fluren von Bělá nad Radbuzou (Weißensulz) befinden sich auch die nach 1945 untergegangenen Dörfer Lískovec (Haselberg) und Růžov (Rosendorf).

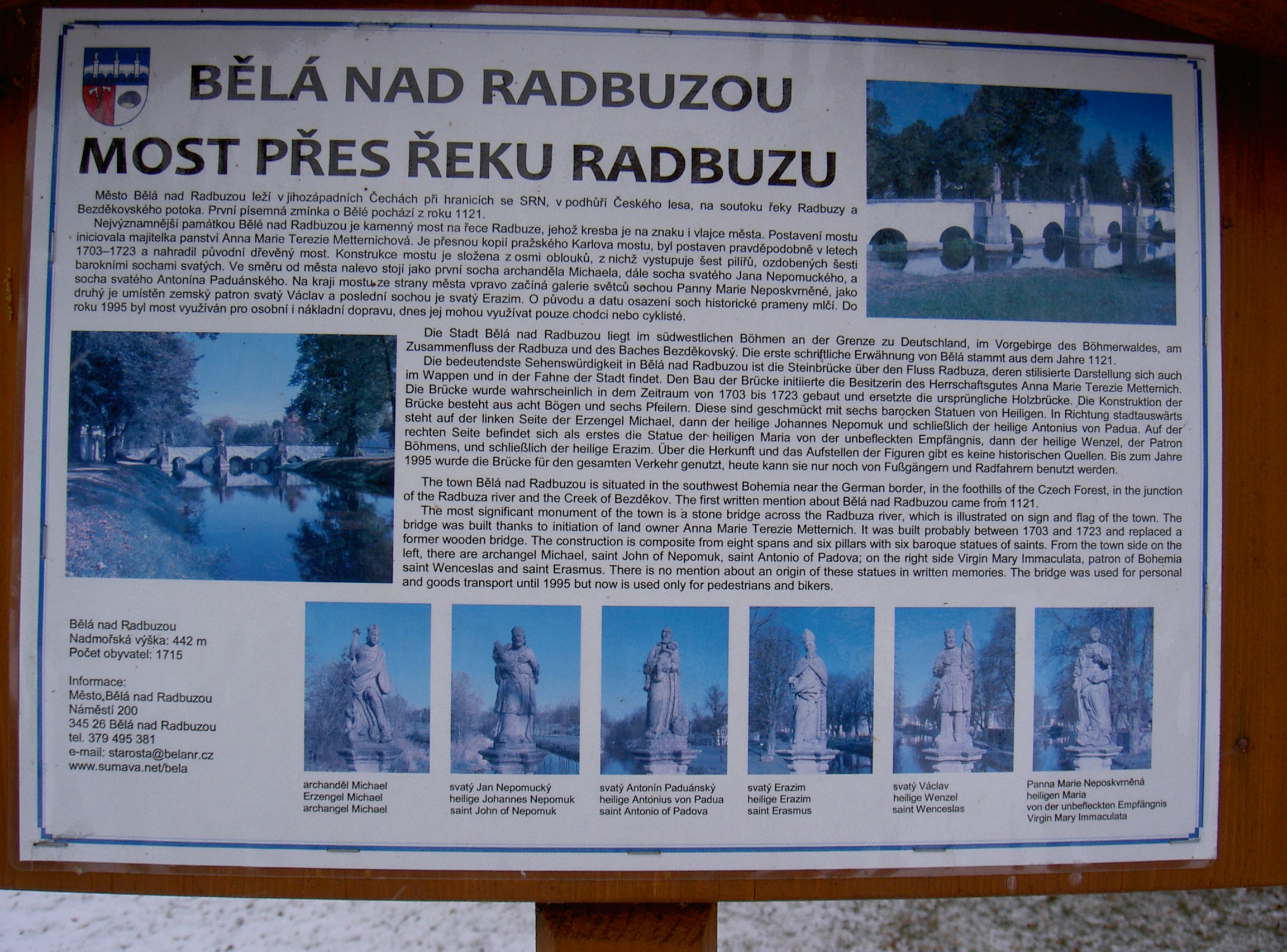
Informationstafel an der Steinbrücke in Bělá nad Radbuzou

## Kultur und Sehenswürdigkeiten
Die Steinbrücke über die Radbuza wurde von 1703 bis 1723 auf Anregung von Anna Marie Terezie Metternich,
Besitzerin des Herrschaftsgutes Bela, gebaut. Sie ersetzte eine vorher vorhandene Holzbrücke.
Die Brücke hat acht Bögen und sechs Pfeiler.
Jeder Pfeiler ist mit einer Heiligenfigur geschmückt.
Die Figuren auf der Westseite stellen von Norden nach Süden dar:
- die heilige Maria von der unbefleckten Empfängnis
- den heiligen Wenzel, Patron Böhmens
- den heiligen Erazim bzw. Erasmus

Die Figuren auf der Ostseite stellen von Norden nach Süden dar:
- den Erzengel Michael
- den heiligen Johannes Nepomuk
- den heiligen Antonius von Padua

Die Brücke wurde als bedeutendes und schützenswertes Baudenkmal 1995 für den Autoverkehr gesperrt und
darf heute (2013) nur noch von Fußgängern und Radfahrern benutzt werden.

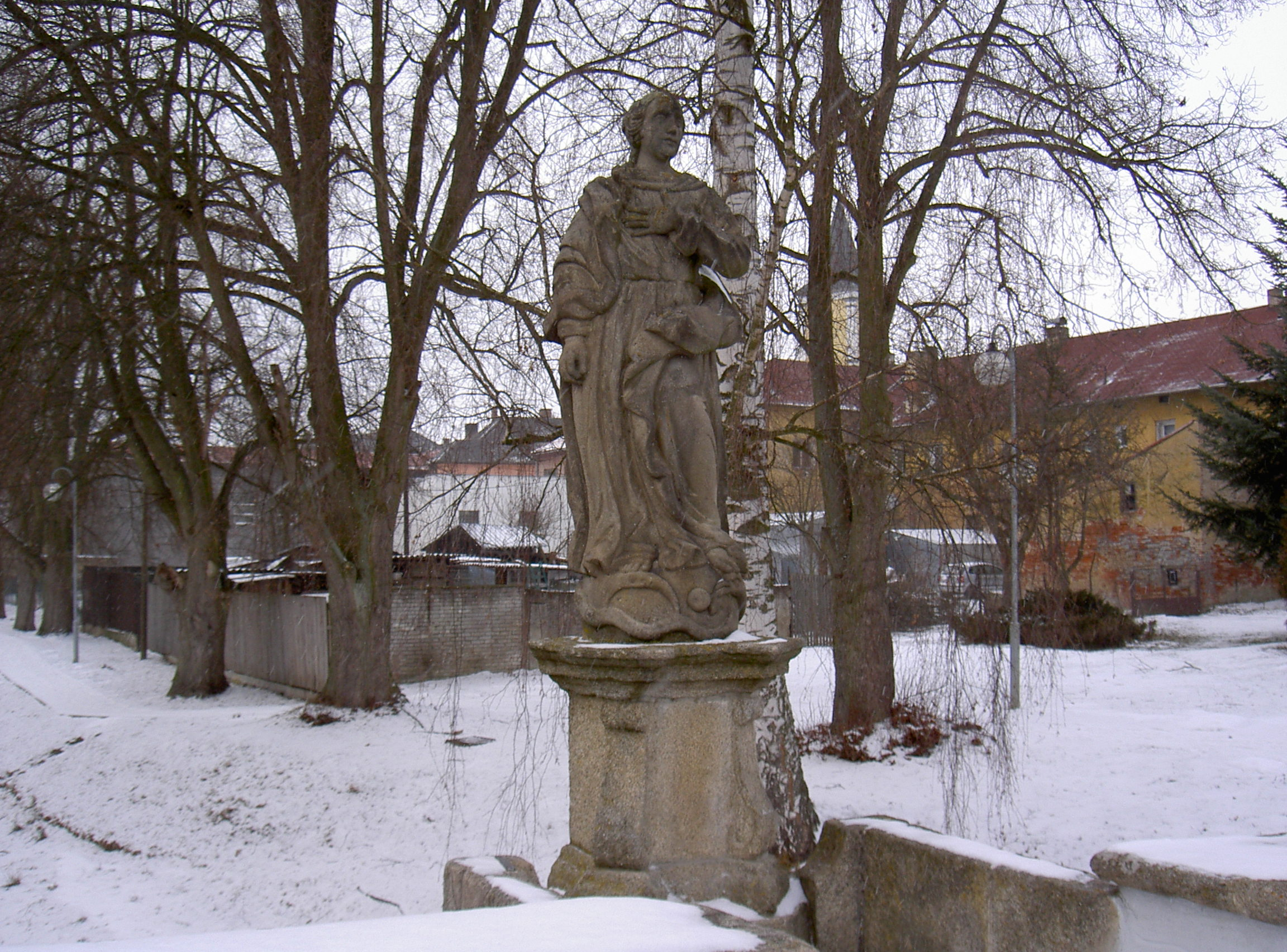
Figur der heiligen Maria von der Unbefleckten Empfängnis auf der Steinbrücke in Bělá nad Radbuzou
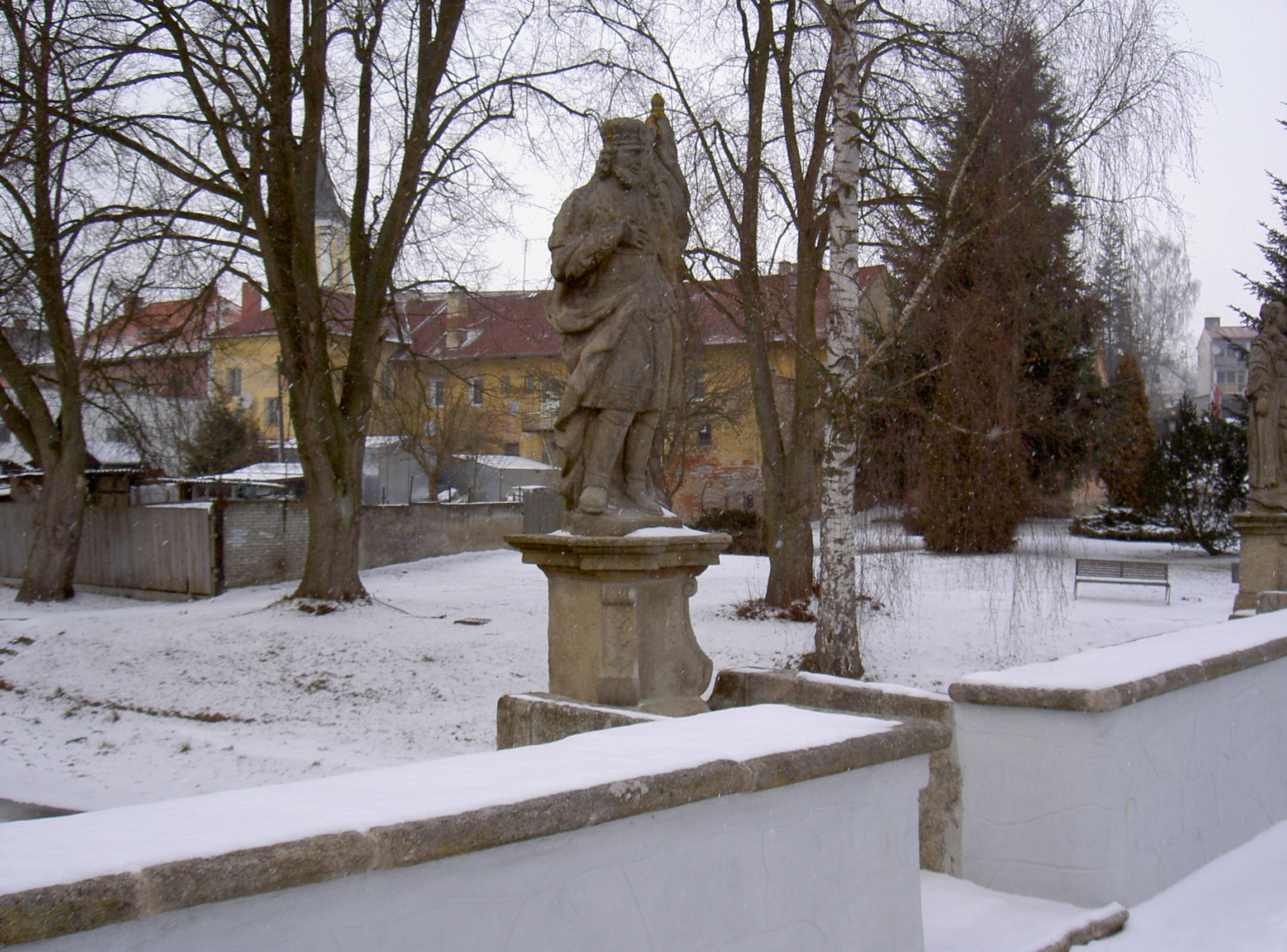
Figur des heiligen Wenzels auf der Steinbrücke in Bělá nad Radbuzou
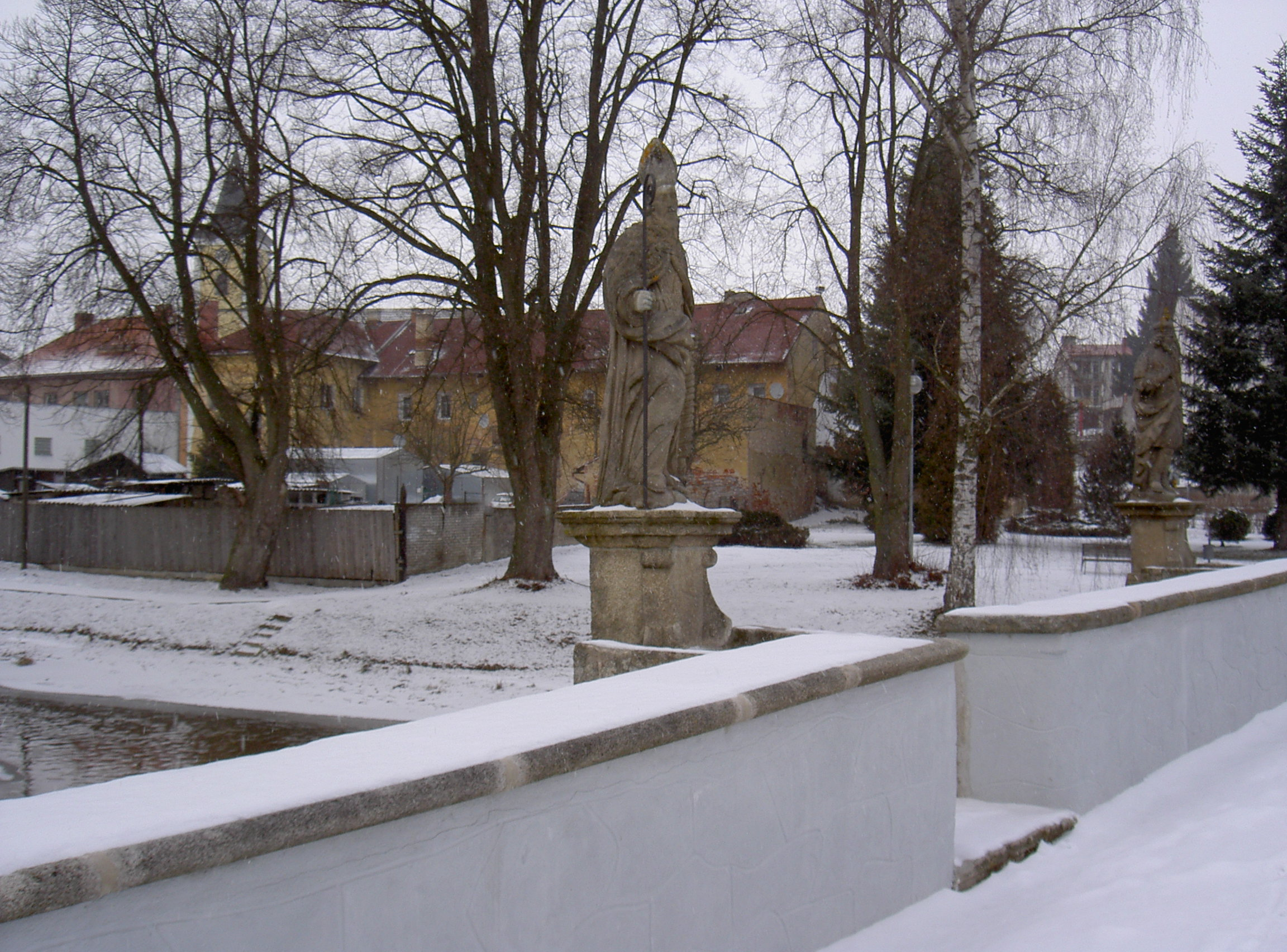
Figur des heiligen Erazims auf der Steinbrücke in Bělá nad Radbuzou
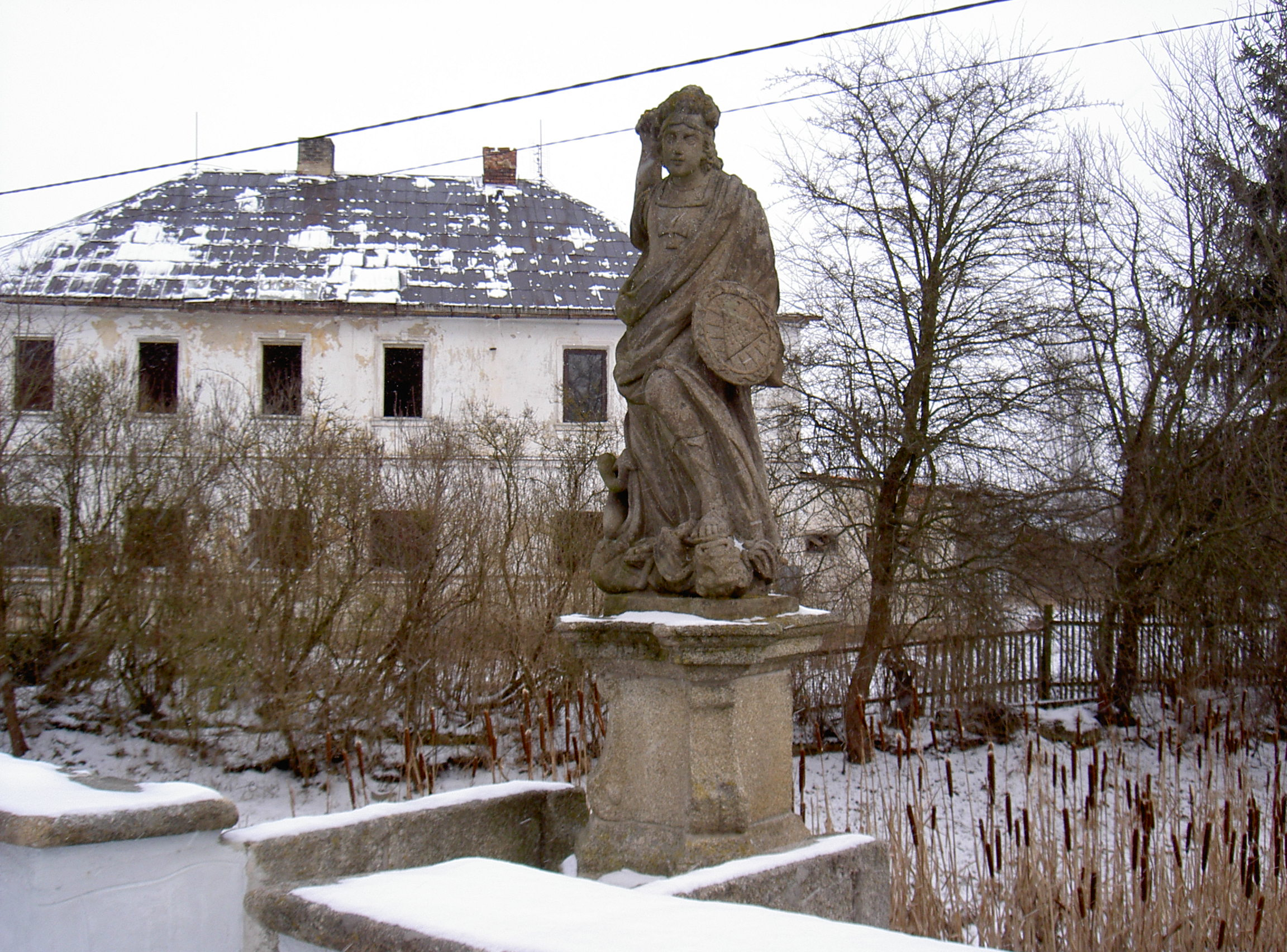
Figur des heiligen Erzengels Michael auf der Steinbrücke in Bělá nad Radbuzou
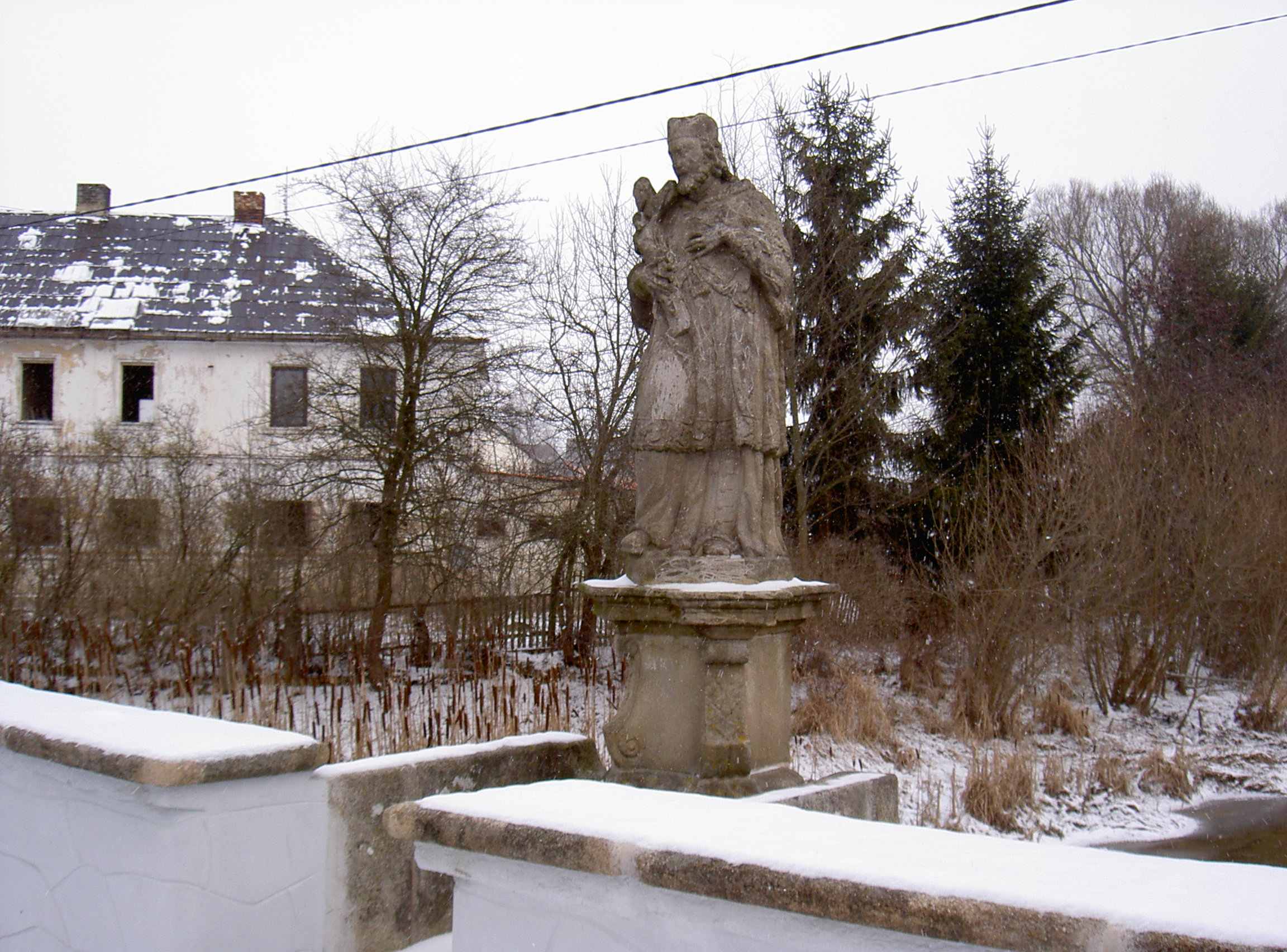
Figur des heiligen Nepomuks auf der Steinbrücke in Bělá nad Radbuzou
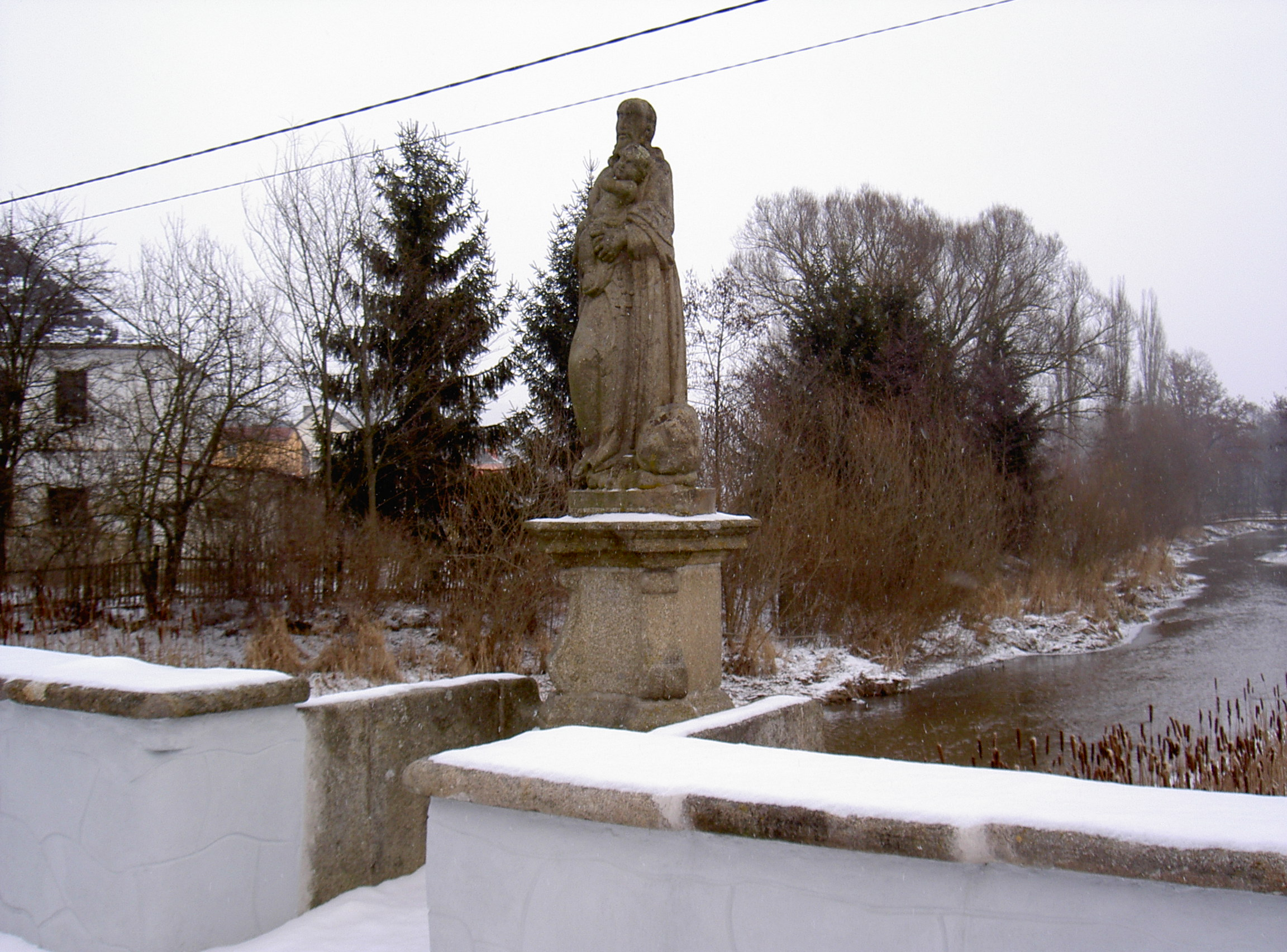
Figur des heiligen Antonius auf der Steinbrücke in Bělá nad Radbuzou

Vom etwa 3,5 km südöstlich liegenden Újezd Svatého Kříže (Heiligenkreuz) her kommt der Jakobsweg Prag – Tillyschanz. Hinter Bělá nad Radbuzou (Weißensulz) wird er in westlicher Richtung fortgesetzt zum 2,5 km entfernten Nový Dvůr (Neuhof).
Er ist mit I24 gekennzeichnet und heißt auf Tschechisch Svatojakubská cesta.

## Partnerstädte
- Eslarn, Deutschland

## Persönlichkeiten
- Jan Smudek (1915–1999), antifaschistischer und antikommunistischer Widerstandskämpfer
- Hans Drachsler (1916–1996), deutscher Politiker (CSU)